# 贝尔济勒塞克
贝尔济勒塞克（法語：Berzy-le-Sec，法語發音：[bɛʁzi lə sɛk]）是法国上法蘭西大區埃纳省的一个旧市镇，属于苏瓦松区。2023年1月1日，贝尔济勒塞克与市镇努瓦扬和阿科南合并为新市镇贝尔努瓦堡。

## 地理
贝尔济勒塞克（49°20'2"N, 3°18'46"E）面积11.69 平方千米，位于法国上法蘭西大區埃纳省，该省份为法国北部内陆省份，北起北部省，西接索姆省和瓦兹省，东临阿登省和马恩省，西南至塞纳-马恩省，东北部与比利时接壤。
与贝尔济勒塞克接壤的市镇（或旧市镇、城区）包括：绍丹、库尔梅勒、努瓦扬和阿科南、普卢瓦西、维耶尔济、维勒蒙图瓦尔。
贝尔济勒塞克的时区为UTC+01:00、UTC+02:00（夏令时）。

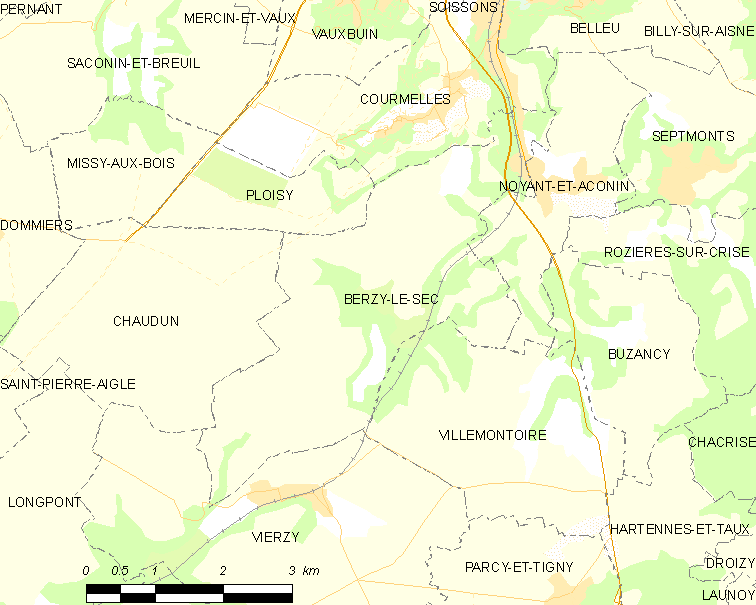
贝尔济勒塞克的OSM定位图

## 行政
贝尔济勒塞克的邮政编码为02200，INSEE市镇编码为02077。

## 政治
贝尔济勒塞克所属的省级选区为苏瓦松第二县。

## 人口

1962-2008年间贝尔济勒塞克人口变化图示

贝尔济勒塞克于2020年1月1日时的人口数量为380人。